# Острови Ісландії

Мапа Ісландії

Це список островів, що входять до Республіки Ісландії.
- Айдей
- Б'ярнарей
- Віґур
- Відей
- Гвалбакур
- Геймаей
- Гетлісей
- Грісей
- Ґейрфуґласкер
- Ґрімсей
- Дранґей
- Елдей
- Енґей
- Етлідаей
- Йолнір
- Колбейнсей
- Лундей
- Малмей
- Папей
- Флатей у Брейдаф'єрдурі
- Флатей у Ск'ялфанді
- Алсей (0,25 км²)
- Брандур (0,1 км²)
- Ґелдунґур (0,02 км²)
- Еллідаей (0,45 км²)
- Судурей (0,20 км²)
- Сулнаскер (0,03 км²)
- острови Гані, Гайна і Грауней та шхер Ґраслейса називають Смаейяр (малі острови)[джерело?].